# Warner Baxter
Warner Baxter (29. března 1889 – 7. května 1951) byl americký herec.
Roku 1929 získal Oscara za mužský herecký výkon v hlavní roli ve filmu In Old Arizona, kde ztvárnil postavu Cisco Kida. K jeho známým filmům patří též muzikál 42nd Street. Ve 40. letech hrál v populárním cyklu krimi filmů Crime Doctor. Začínal už v němé éře, hrál například ve filmu The Great Gatsby z roku 1926, který však patří k mnoha snímkům z této éry, jež se nedochovaly.